# Marcel Labey
Marcel Labey (ur. 6 sierpnia 1875 w Le Vésinet, zm. 25 listopada 1968 w Nancy) – francuski kompozytor i dyrygent.

## Życiorys
Ukończył studia prawnicze w Paryżu (1898). Następnie studiował w Schola Cantorum de Paris, gdzie jego nauczycielami byli Eraïm Delaborde (fortepian), René Lenormand (organy) i Vincent d’Indy (kompozycja). Od 1903 do 1913 roku uczył w Schola Cantorum gry na fortepianie, a po śmierci d’Indy’ego objął w 1931 roku funkcję dyrektora szkoły. Od 1924 do 1931 kierował założoną przez siebie szkołą muzyczną w Vernon. Założył także działającą w latach 1935–1962 École César Franck.
Jako kompozytor pozostawał pod silnym wpływem twórczości Vincenta d’Indy’ego.

## Wybrane kompozycje
(na podstawie materiałów źródłowych)

### Utwory orkiestrowe
- Fantazja (1900)
- 3 symfonie (I 1903, II 1908, III 1934)
- Ouverture pour un drame (1921)
- Suite champêtre (1923)

### Utwory kameralne
- Kwartet smyczkowy (1911)

### Opera
- Bérengère (1912, wyst. Hawr 1929)